# Miracle in Lane 2
Miracle in Lane 2 is een Disney Channel Original Movie uit 2000 onder regie van Greg Beeman.

## Verhaal
Justin wil dolgraag een trofee winnen, maar zijn handicap lijkt hem tegen te houden. Hij schrijft zich in voor een wedstrijd met een zeepkistenrace.

## Rolverdeling
| Acteur         | Personage    |
| -------------- | ------------ |
| Frankie Muniz  | Justin Yoder |
| Rick Rossovich | Myron Yoder  |
| Molly Hagan    | Sheila Yoder |
| Patrick Levis  | Seth Yoder   |
| Kara Keough    | Tera         |
| Holmes Osborne | Randall      |